# 大阪北港食品流通センター
大阪北港食品流通センター（おおさかほっこうしょくひんりゅうつうセンター）は、鴻池運輸が大阪市此花区舞洲に建設している食品流通センターのことである。

## 施設概要
常温・定温・冷蔵・冷凍の4温度帯倉庫、荷捌き場、1万5,000パレット収容できる立体自動倉庫が設置される。
- 所在地 : 大阪府大阪市此花区北港白津1丁目1番19、1番20
- 敷地面積 : 約20,000m2
- 建築面積 : 8,945.44m2
- 倉庫面積 : 約22,0002
- 延床面積 : 24,104.19m2
- ホーム長 : 171m、38台の接車が可能
- 構造 : S造、倉庫棟・地上4階建、管理棟・地上3階建
- 総工費 : 約70億円
- 着工日 : 2005年9月
- 竣工日 : 2006年7月